# Carmignano
Carmignano is een gemeente in de Italiaanse provincie Prato (regio Toscane) en telt 14.101 inwoners (31-10-2012). De oppervlakte bedraagt 38,6 km², de bevolkingsdichtheid is 332 inwoners per km².
De volgende frazioni maken deel uit van de gemeente: Artimino, Comeana, La Serra, S. Cristina a Mezzana, Seano. In Artimino bevindt zich een van de Medici-villa's die zijn aangewezen als UNESCO-werelderfgoed.

## Demografie
Carmignano telt ongeveer 4679 huishoudens. Het aantal inwoners steeg in de periode 1991-2001 met 23,7% volgens cijfers uit de tienjaarlijkse volkstellingen van ISTAT.
| Jaar | Inwoneraantal |
| ---- | ------------- |
| 1991 | 9584          |
| 2001 | 11.857        |

## Geografie
De gemeente ligt op ongeveer 189 meter boven zeeniveau.
Carmignano grenst aan de volgende gemeenten: Capraia e Limite (FI), Lastra a Signa (FI), Montelupo Fiorentino (FI), Poggio a Caiano, Prato, Quarrata (PT), Signa (FI) en Vinci (FI).

## Geboren in Carmignano
- Franco Bitossi (1940), voormalig wielrenner

## Galerij

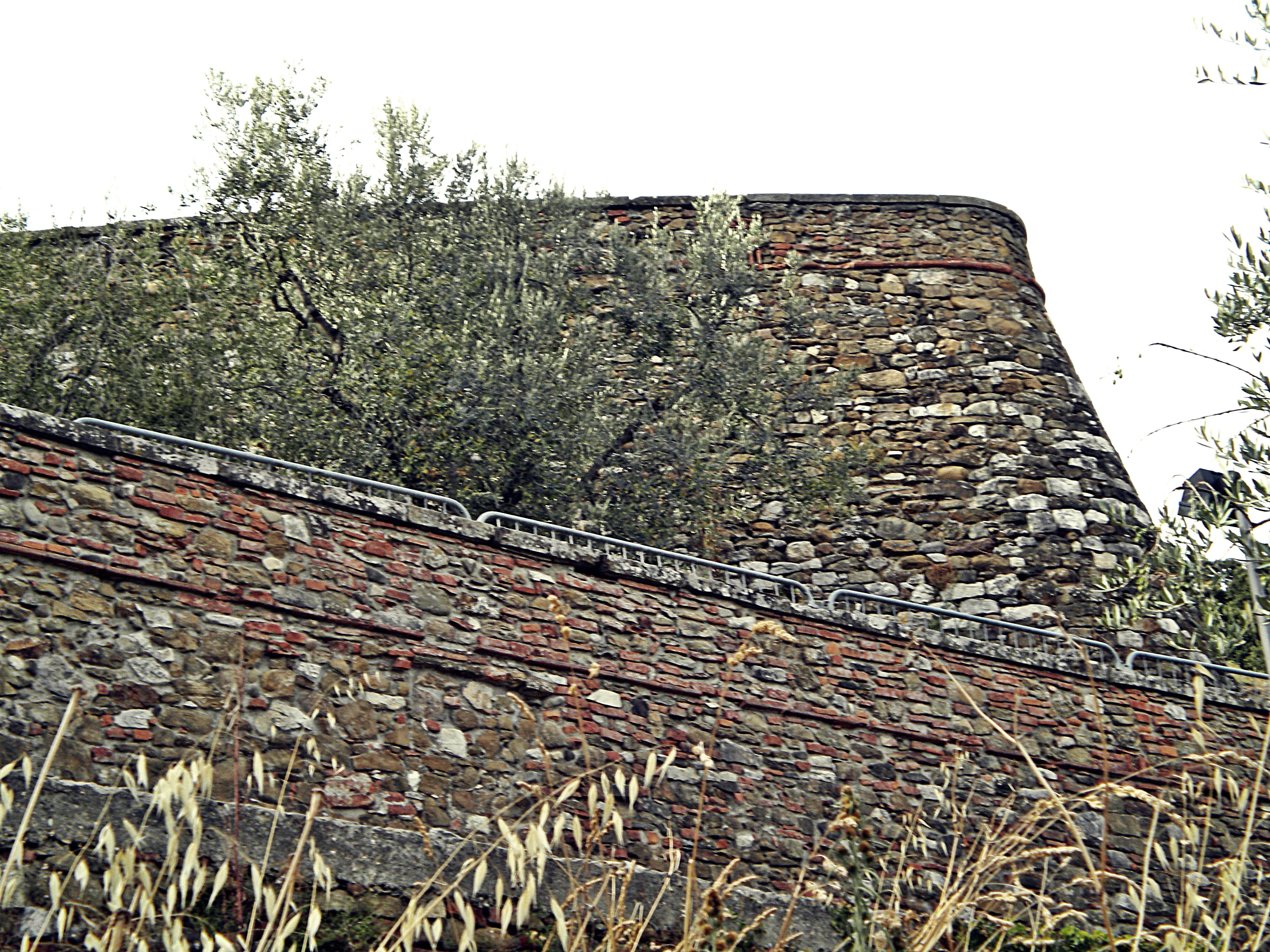
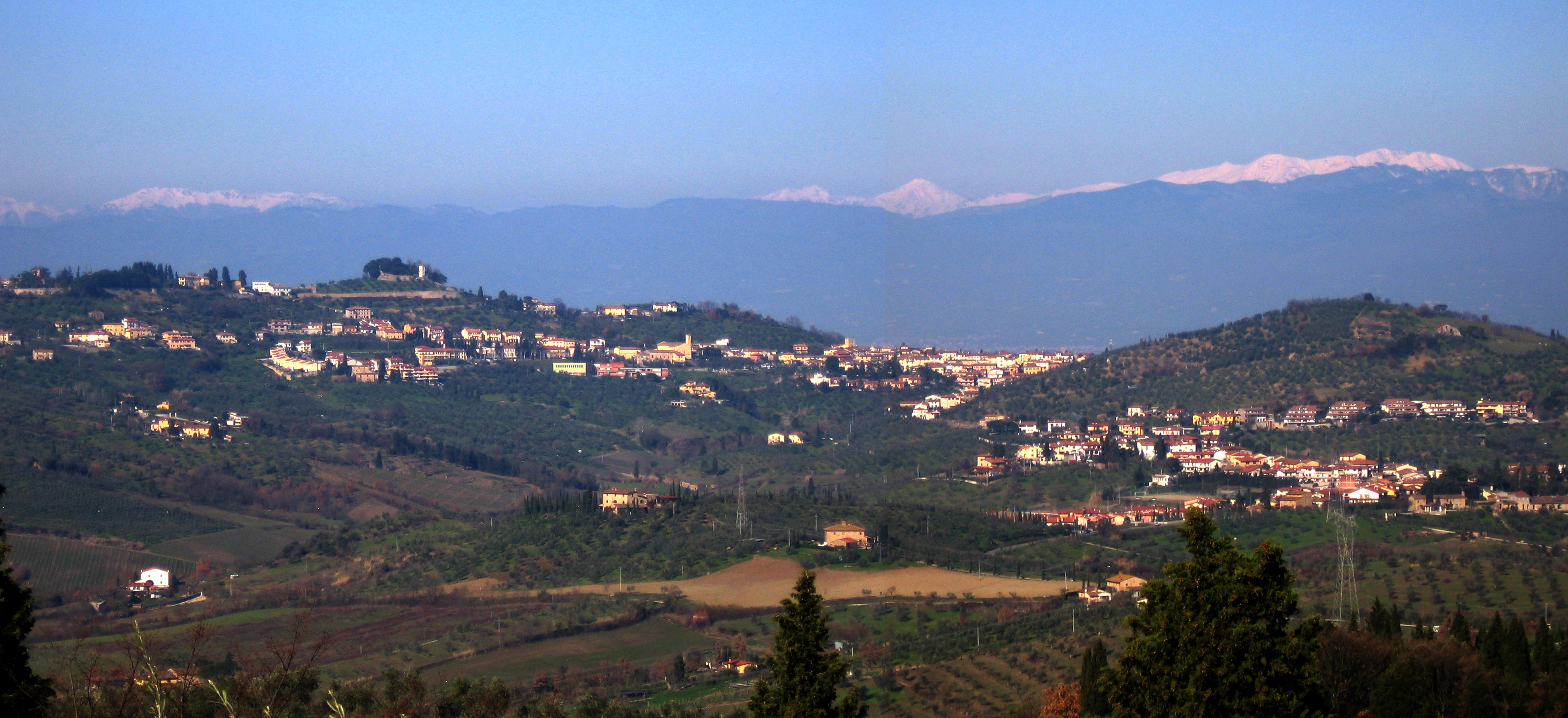
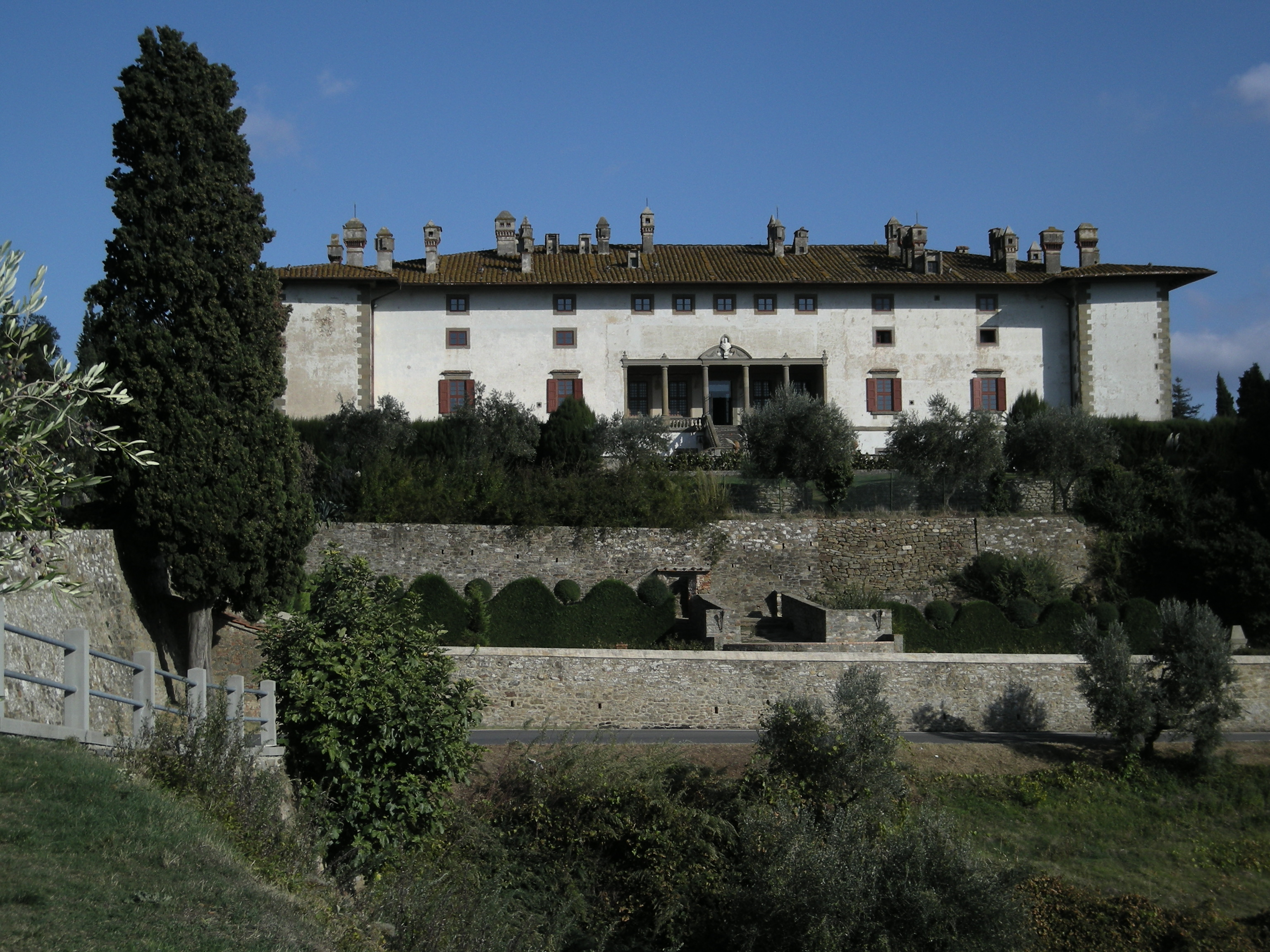
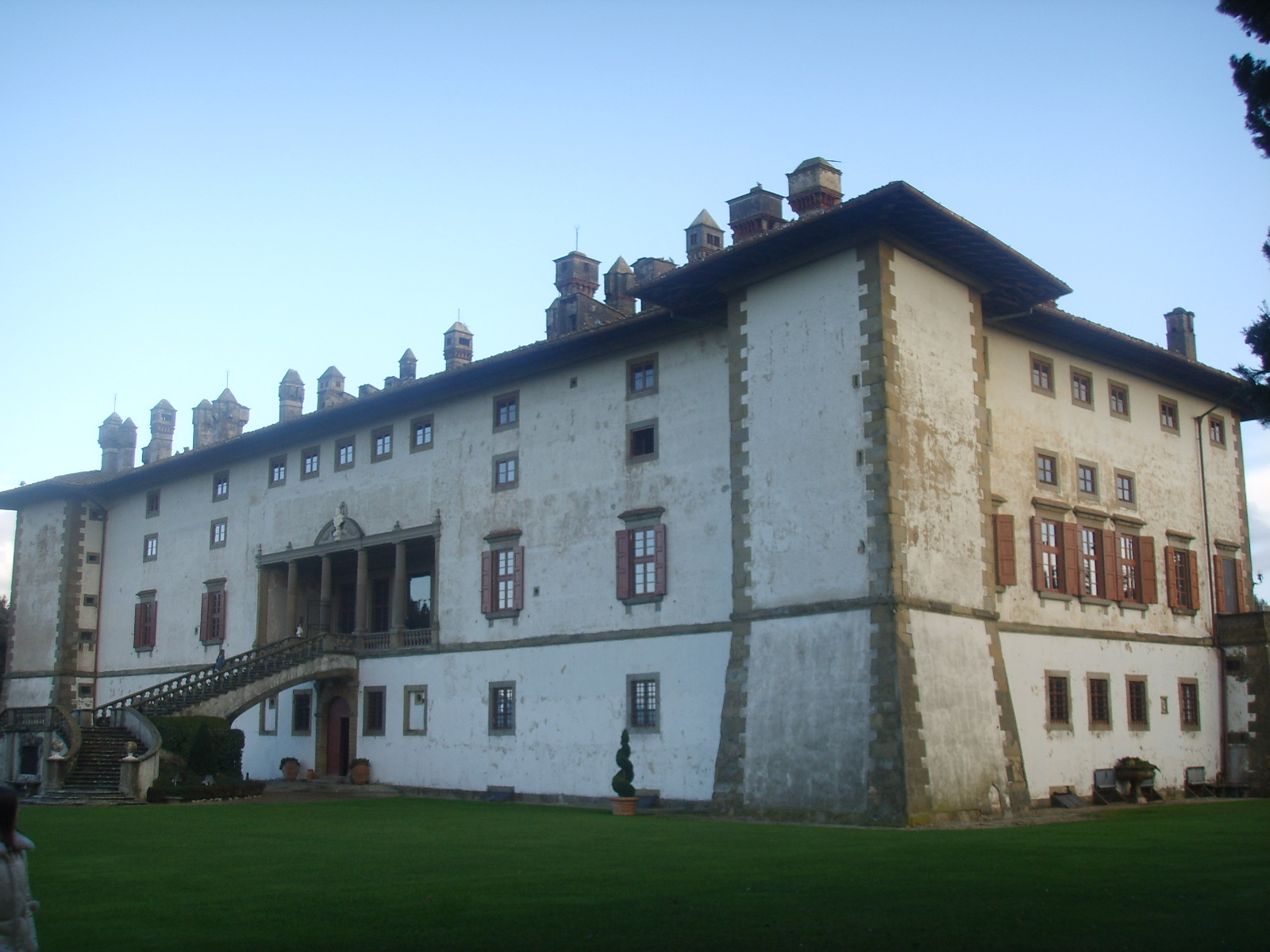